# Adolf Hamann
Adolf Hamann (3 de septiembre de 1885 - 30 de diciembre de 1945) fue un general alemán. Fue ejecutado por crímenes de guerra.

## Primeros años y periodo de entreguerras
Hamann se unió al 89.º Regimiento de Granaderos de Schwerin el 16 de julio de 1901. En 1914, durante el primer año de la I Guerra Mundial, recibió la Cruz de Hierro por dos veces. En los años de entreguerras, Hamann sirvió en el Reichswehr y después en la Wehrmacht.

## II Guerra Mundial
Inmediatamente después de la invasión alemana de Polonia, Hamann recibió el mando de una zona de defensa fronteriza en la frontera polaca, que mantuvo hasta el 8 de enero de 1940. Después, comandó un batallón de infantería de la reserva hasta el 25 de julio de 1941. Desde el 4 de agosto hasta el 14 de enero del año siguiente, encabezó un regimiento en la 239.ª División de Infantería. Después de que la división fuera disuelta, fue transferido a la Führerreserve, donde permaneció hasta el 1 de abril. Entonces fue puesto como comandante de un regimiento en la 370.ª División, estacionada en Reims, en la zona ocupada francesa. Fue rellamado a la reserva el 14 de mayo.
El 1 de junio de 1942, fue promovido a mayor general y enviado a servir como comandante militar de Oriol, en la zona ocupada alemana de la Unión Soviética. Durante la Batalla de Kursk, mientras era todavía comandante de Oriol, fue el jefe del Gruppe Hamann —una formación de apoyo que consistía principalmente en el 3.º Regimiento de Brandeburgo y que existió desde el 20 de julio al 1 de agosto como parte del XXXV Cuerpo del General Lothar Rendulic—. El 4 de agosto, después de la liberación de Oriol en la Operación Kutuzov, fue hecho comandante de Briansk. Cuando fue retomada por el Ejército Rojo el 17 de septiembre, se convirtió en comandante militar en Bobruisk, en Bielorrusia. El 20 de junio, le fue dado el mando de la 383.ª División de Infantería, remplazando al General Edmund Hoffmeister, mientras que mantuvo su puesto de comandante de lo que ahora era el Área Fortificada de Bobruisk.

## Rendición y juicio
El 22 de junio de 1944, el Ejército Rojo lanzó la Operación Bagration. Las fuerzas soviéticas pronto abrumaron a las fuerzas alemanas estacionadas cerca de Bobruisk y rodearon la ciudad el día 27. El 28 de junio de 1944, Hamann, junto al resto de la guarnición de Bobruisk, fue hecho prisionero. El 17 de julio, desfiló por las calles de Moscú con otros 50.000 soldados alemanes capturados, como resultado de la Operación Bagration.
El 30 de diciembre de 1945, un tribunal militar soviético lo condenó por crímenes de guerra contra la población civil de Briansk y de Bobruisk. Hamann fue sentenciado a muerte y ahorcado el mismo día.